# 日本プロ野球記録の一覧
日本プロ野球記録の一覧は、人物の国籍に関係なく、日本のプロ野球（日本野球機構）における最高（最低）記録を対象とした一覧。セパを含む。
- 特に断りないものは選手としての現役通算記録。日本シリーズやクライマックスシリーズなどのポストシーズンゲームは含まない。なお、日本シリーズに関する記録に関しては日本シリーズにおける各種記録を参照。
- ファームでの記録は原則として記載しないが、プロ野球記録を上回った場合に限り参考記録として記載できる。
- プロ野球日本一チームについては、日本選手権シリーズ#結果を参照。

## 個人記録

### 通算
記録は2024年シーズン終了時

#### 打者
| 順位 | 選手名   | 安打 |
| ---- | -------- | ---- |
| 1    | 張本勲   | 3085 |
| 2    | 野村克也 | 2901 |
| 3    | 王貞治   | 2786 |
| 4    | 門田博光 | 2566 |
| 5    | 衣笠祥雄 | 2543 |
| 5    | 福本豊   | 2543 |
| 7    | 金本知憲 | 2539 |
| 8    | 立浪和義 | 2480 |
| 9    | 長嶋茂雄 | 2471 |
| 10   | 土井正博 | 2452 |
| 11   | 石井琢朗 | 2432 |
| 12   | 坂本勇人 | 2415 |
| 13   | 落合博満 | 2371 |
| 14   | 川上哲治 | 2351 |
| 15   | 山本浩二 | 2339 |
| 16   | 榎本喜八 | 2314 |
| 17   | 高木守道 | 2274 |
| 18   | 山内一弘 | 2271 |
| 19   | 大杉勝男 | 2228 |
| 20   | 大島康徳 | 2204 |

| 順位 | 選手名     | 本塁打 |
| ---- | ---------- | ------ |
| 1    | 王貞治     | 868    |
| 2    | 野村克也   | 657    |
| 3    | 門田博光   | 567    |
| 4    | 山本浩二   | 536    |
| 5    | 清原和博   | 525    |
| 6    | 落合博満   | 510    |
| 7    | 張本勲     | 504    |
| 7    | 衣笠祥雄   | 504    |
| 9    | 大杉勝男   | 486    |
| 10   | 中村剛也   | 478    |
| 11   | 金本知憲   | 476    |
| 12   | 田淵幸一   | 474    |
| 13   | 土井正博   | 465    |
| 14   | ローズ     | 464    |
| 15   | 長嶋茂雄   | 444    |
| 16   | 秋山幸二   | 437    |
| 17   | 小久保裕紀 | 413    |
| 18   | 阿部慎之助 | 406    |
| 19   | 中村紀洋   | 404    |
| 20   | 山﨑武司   | 403    |

| 順位 | 選手名     | 打点 |
| ---- | ---------- | ---- |
| 1    | 王貞治     | 2170 |
| 2    | 野村克也   | 1988 |
| 3    | 門田博光   | 1678 |
| 4    | 張本勲     | 1676 |
| 5    | 落合博満   | 1564 |
| 6    | 清原和博   | 1530 |
| 7    | 長嶋茂雄   | 1522 |
| 8    | 金本知憲   | 1521 |
| 9    | 大杉勝男   | 1507 |
| 10   | 山本浩二   | 1475 |
| 11   | 衣笠祥雄   | 1448 |
| 12   | 土井正博   | 1400 |
| 13   | 中村剛也   | 1356 |
| 14   | 中村紀洋   | 1348 |
| 15   | 川上哲治   | 1319 |
| 16   | 秋山幸二   | 1312 |
| 17   | 小久保裕紀 | 1304 |
| 18   | 新井貴浩   | 1303 |
| 19   | 山内一弘   | 1286 |
| 20   | 阿部慎之助 | 1285 |

| 順位 | 選手名     | 盗塁 |
| ---- | ---------- | ---- |
| 1    | 福本豊     | 1065 |
| 2    | 広瀬叔功   | 596  |
| 3    | 柴田勲     | 579  |
| 4    | 木塚忠助   | 479  |
| 5    | 高橋慶彦   | 477  |
| 6    | 金山次郎   | 456  |
| 7    | 大石大二郎 | 415  |
| 8    | 飯田徳治   | 390  |
| 9    | 呉昌征     | 381  |
| 9    | 赤星憲広   | 381  |
| 11   | 荒木雅博   | 378  |
| 12   | 古川清蔵   | 370  |
| 13   | 高木守道   | 369  |
| 14   | 西村徳文   | 363  |
| 14   | 松井稼頭央 | 363  |
| 16   | 石井琢朗   | 358  |
| 17   | 島田誠     | 352  |
| 18   | 吉田義男   | 350  |
| 19   | 中暁生     | 347  |
| 20   | 坪内道典   | 344  |

| 順位 | 選手名     | 二塁打 |
| ---- | ---------- | ------ |
| 1    | 立浪和義   | 487    |
| 2    | 坂本勇人   | 459    |
| 3    | 福本豊     | 449    |
| 4    | 山内一弘   | 448    |
| 5    | 金本知憲   | 440    |
| 6    | 稲葉篤紀   | 429    |
| 7    | 王貞治     | 422    |
| 8    | 張本勲     | 420    |
| 9    | 長嶋茂雄   | 418    |
| 10   | 松井稼頭央 | 411    |

| 順位 | 選手名   | 三塁打 |
| ---- | -------- | ------ |
| 1    | 福本豊   | 115    |
| 2    | 毒島章一 | 106    |
| 3    | 金田正泰 | 103    |
| 4    | 川上哲治 | 99     |
| 5    | 広瀬叔功 | 88     |
| 6    | 呉昌征   | 81     |
| 6    | 中暁生   | 81     |
| 8    | 長嶋茂雄 | 74     |
| 9    | 張本勲   | 72     |
| 10   | 吉田義男 | 70     |

| 順位 | 選手名   | 犠打 |
| ---- | -------- | ---- |
| 1    | 川相昌弘 | 533  |
| 2    | 平野謙   | 451  |
| 3    | 宮本慎也 | 408  |
| 4    | 今宮健太 | 395  |
| 5    | 菊池涼介 | 353  |
| 6    | 伊東勤   | 305  |
| 7    | 田中浩康 | 302  |
| 8    | 新井宏昌 | 300  |
| 9    | 細川亨   | 296  |
| 10   | 金子誠   | 292  |

| 順位 | 選手名   | 犠飛 |
| ---- | -------- | ---- |
| 1    | 野村克也 | 113  |
| 2    | 加藤英司 | 105  |
| 3    | 王貞治   | 100  |
| 4    | 門田博光 | 95   |
| 5    | 長嶋茂雄 | 90   |
| 5    | 張本勲   | 90   |
| 7    | 山内一弘 | 88   |
| 7    | 落合博満 | 88   |
| 9    | 大杉勝男 | 86   |
| 10   | 新井貴浩 | 81   |

| 順位 | 選手名     | 打率   |
| ---- | ---------- | ------ |
| 1    | リー       | .320   |
| 2    | 若松勉     | .31918 |
| 3    | 張本勲     | .31915 |
| 4    | ブーマー   | .317   |
| 5    | 川上哲治   | .3134  |
| 6    | 青木宣親   | .3132  |
| 7    | 柳田悠岐   | .312   |
| 8    | 与那嶺要   | .3110  |
| 9    | 落合博満   | .3108  |
| 10   | 小笠原道大 | .3104  |

#### 投手
| 順位 | 選手名     | 勝利 |
| ---- | ---------- | ---- |
| 1    | 金田正一   | 400  |
| 2    | 米田哲也   | 350  |
| 3    | 小山正明   | 320  |
| 4    | 鈴木啓示   | 317  |
| 5    | 別所毅彦   | 310  |
| 6    | スタルヒン | 303  |
| 7    | 山田久志   | 284  |
| 8    | 稲尾和久   | 276  |
| 9    | 梶本隆夫   | 254  |
| 10   | 東尾修     | 251  |
| 11   | 若林忠志   | 237  |
| 11   | 野口二郎   | 237  |
| 13   | 工藤公康   | 224  |
| 14   | 村山実     | 222  |
| 15   | 皆川睦雄   | 221  |
| 16   | 山本昌     | 219  |
| 17   | 杉下茂     | 215  |
| 17   | 村田兆治   | 215  |
| 19   | 北別府学   | 213  |
| 20   | 中尾碩志   | 209  |

| 順位 | 選手名   | 奪三振 |
| ---- | -------- | ------ |
| 1    | 金田正一 | 4490   |
| 2    | 米田哲也 | 3388   |
| 3    | 小山正明 | 3159   |
| 4    | 鈴木啓示 | 3061   |
| 5    | 江夏豊   | 2987   |
| 6    | 梶本隆夫 | 2945   |
| 7    | 工藤公康 | 2859   |
| 8    | 稲尾和久 | 2574   |
| 9    | 三浦大輔 | 2481   |
| 10   | 村田兆治 | 2363   |
| 11   | 山本昌   | 2310   |
| 12   | 村山実   | 2271   |
| 13   | 小野正一 | 2244   |
| 14   | 杉内俊哉 | 2156   |
| 15   | 岸孝之   | 2145   |
| 16   | 石井一久 | 2115   |
| 17   | 槙原寛己 | 2111   |
| 18   | 川口和久 | 2092   |
| 19   | 西口文也 | 2082   |
| 20   | 山田久志 | 2058   |

| 順位 | 選手名       | セーブ |
| ---- | ------------ | ------ |
| 1    | 岩瀬仁紀     | 407    |
| 2    | 高津臣吾     | 286    |
| 3    | 佐々木主浩   | 252    |
| 4    | 平野佳寿     | 249    |
| 5    | 藤川球児     | 243    |
| 5    | 益田直也     | 243    |
| 7    | 松井裕樹     | 236    |
| 8    | サファテ     | 234    |
| 9    | 山﨑康晃     | 231    |
| 10   | 小林雅英     | 228    |
| 11   | 増田達至     | 194    |
| 12   | 江夏豊       | 193    |
| 13   | 馬原孝浩     | 182    |
| 14   | クルーン     | 177    |
| 15   | 武田久       | 167    |
| 16   | マルティネス | 166    |
| 17   | 永川勝浩     | 165    |
| 18   | 増井浩俊     | 163    |
| 19   | 豊田清       | 157    |
| 20   | 赤堀元之     | 139    |

| 順位 | 選手名       | ホールド |
| ---- | ------------ | -------- |
| 1    | 宮西尚生     | 412      |
| 2    | 山口鉄也     | 273      |
| 3    | 浅尾拓也     | 200      |
| 4    | マシソン     | 174      |
| 5    | 又吉克樹     | 173      |
| 6    | 益田直也     | 172      |
| 7    | 五十嵐亮太   | 163      |
| 7    | 藤川球児     | 163      |
| 9    | 青山浩二     | 159      |
| 10   | 増井浩俊     | 158      |
| 10   | 高梨雄平     | 158      |
| 12   | 平野佳寿     | 156      |
| 13   | 谷元圭介     | 154      |
| 14   | 岩崎優       | 149      |
| 15   | 清水昇       | 148      |
| 16   | エスコバー   | 147      |
| 17   | ウィリアムス | 141      |
| 17   | 髙橋聡文     | 141      |
| 19   | 嘉弥真新也   | 137      |
| 20   | 松永昂大     | 135      |
| 20   | モイネロ     | 135      |
| 20   | 祖父江大輔   | 135      |

| 順位 | 選手名     | 投球回 |
| ---- | ---------- | ------ |
| 1    | 金田正一   | 5526.2 |
| 2    | 米田哲也   | 5130.0 |
| 3    | 小山正明   | 4899.0 |
| 4    | 鈴木啓示   | 4600.1 |
| 5    | 別所毅彦   | 4350.2 |
| 6    | 梶本隆夫   | 4208.0 |
| 7    | スタルヒン | 4175.1 |
| 8    | 東尾修     | 4086.0 |
| 9    | 山田久志   | 3865.0 |
| 10   | 稲尾和久   | 3599.0 |

| 順位 | 選手名     | 完投 |
| ---- | ---------- | ---- |
| 1    | 金田正一   | 365  |
| 2    | スタルヒン | 350  |
| 3    | 鈴木啓示   | 340  |
| 4    | 別所毅彦   | 335  |
| 5    | 小山正明   | 290  |
| 6    | 山田久志   | 283  |
| 7    | 若林忠志   | 263  |
| 8    | 米田哲也   | 262  |
| 9    | 野口二郎   | 259  |
| 10   | 東尾修     | 247  |

| 順位 | 選手名     | 完封 |
| ---- | ---------- | ---- |
| 1    | スタルヒン | 83   |
| 2    | 金田正一   | 82   |
| 3    | 小山正明   | 74   |
| 4    | 別所毅彦   | 72   |
| 5    | 鈴木啓示   | 71   |
| 6    | 野口二郎   | 65   |
| 7    | 米田哲也   | 64   |
| 8    | 藤本英雄   | 63   |
| 9    | 若林忠志   | 57   |
| 10   | 村山実     | 55   |

| 順位 | 選手名     | 勝率 |
| ---- | ---------- | ---- |
| 1    | 藤本英雄   | .697 |
| 2    | 稲尾和久   | .668 |
| 3    | 斎藤雅樹   | .652 |
| 4    | 杉内俊哉   | .648 |
| 5    | 和田毅     | .643 |
| 6    | 杉浦忠     | .638 |
| 7    | 杉下茂     | .636 |
| 8    | 別所毅彦   | .635 |
| 9    | スタルヒン | .633 |
| 10   | 山田久志   | .631 |

| 順位 | 選手名     | 防御率 |
| ---- | ---------- | ------ |
| 1    | 藤本英雄   | 1.90   |
| 2    | 野口二郎   | 1.96   |
| 3    | 稲尾和久   | 1.98   |
| 4    | 若林忠志   | 1.99   |
| 5    | スタルヒン | 2.088  |
| 6    | 村山実     | 2.092  |
| 7    | 別所毅彦   | 2.18   |
| 8    | 荒巻淳     | 2.230  |
| 9    | 杉下茂     | 2.232  |
| 10   | 金田正一   | 2.34   |

#### 歴代1位
現役選手の記録は（更新中）と表記。
| 記録                      | 選手                     | 記録数                        | 備考                                                   |
| ------------------------- | ------------------------ | ----------------------------- | ------------------------------------------------------ |
| 在籍年数                  | 山本昌                   | 32年                          |                                                        |
| 実働年数                  | 工藤公康 山本昌 中嶋聡   | 29年                          | 世界タイ記録                                           |
| 出場試合数                | 谷繁元信                 | 3021試合                      | 世界第10位                                             |
| 打席                      | 野村克也                 | 11,970打席                    | [ 20 ]                                                 |
| 打数                      | 野村克也                 | 10,472打数                    | [ 21 ]                                                 |
| 打率                      | レロン・リー             | .3200                         | 4,000打数以上                                          |
| 代打打率                  | 若松勉                   | .349                          | 300打数以上                                            |
| 安打                      | 張本勲                   | 3,085安打                     | [ 1 ]                                                  |
| 代打安打                  | 宮川孝雄                 | 186安打                       | 世界第2位                                              |
| サヨナラ安打              | 清原和博                 | 20安打                        |                                                        |
| 単打                      | 張本勲                   | 2,089単打                     |                                                        |
| 長打                      | 王貞治                   | 1,315長打                     | 世界第7位                                              |
| 二塁打                    | 立浪和義                 | 487二塁打                     | [ 5 ]                                                  |
| 三塁打                    | 福本豊                   | 115三塁打                     | [ 6 ]                                                  |
| 本塁打                    | 王貞治                   | 868本                         | 世界記録                                               |
| 代打本塁打                | 高井保弘                 | 27本                          | 世界記録                                               |
| サヨナラ本塁打            | 清原和博                 | 12本                          | 世界第2位タイ                                          |
| 代打サヨナラ本塁打        | 若松勉 高井保弘          | 3本                           |                                                        |
| 満塁本塁打                | 中村剛也                 | 22本（更新中）                | 世界第3位                                              |
| 代打満塁本塁打            | 町田公二郎 藤井康雄      | 4本                           |                                                        |
| 初回先頭打者本塁打        | 福本豊                   | 43本                          | 世界第10位                                             |
| ランニング本塁打          | 木塚忠助 杉山悟          | 5本                           |                                                        |
| 左右打席本塁打            | フェルナンド・セギノール | 9度                           | 世界第9位                                              |
| 投手本塁打                | 金田正一                 | 36本                          | 投手として出場した試合に限る、世界第2位、他に代打で2本 |
| 塁打                      | 王貞治                   | 5,862塁打                     | 世界第7位                                              |
| 猛打賞                    | 張本勲                   | 251回                         |                                                        |
| 1試合2本塁打              | 王貞治                   | 95回                          |                                                        |
| 1試合3本塁打              | ラルフ・ブライアント     | 8回                           | 世界記録                                               |
| 打点                      | 王貞治                   | 2,170打点                     | 世界第4位                                              |
| 代打打点                  | 宮川孝雄                 | 118打点                       |                                                        |
| 得点                      | 王貞治                   | 1,967得点                     | 世界第11位                                             |
| 四死球                    | 王貞治                   | 2,504四死球                   | 世界第2位                                              |
| 四球                      | 王貞治                   | 2,390四球                     | 世界第2位                                              |
| 故意四球                  | 王貞治                   | 427故意四球                   | 世界第2位                                              |
| 死球                      | 清原和博                 | 196死球                       | [ 28 ]                                                 |
| 三振                      | 中村剛也                 | 2,121三振（更新中）           | 世界第6位                                              |
| 盗塁                      | 福本豊                   | 1,065盗塁                     | 世界第2位                                              |
| 盗塁刺（盗塁死）          | 福本豊                   | 299盗塁刺                     | 世界第3位                                              |
| 本盗                      | 与那嶺要                 | 11本盗                        |                                                        |
| 代走盗塁                  | 鈴木尚広                 | 123盗塁                       |                                                        |
| 犠打                      | 川相昌弘                 | 533犠打                       | ギネス世界記録認定                                     |
| 犠飛                      | 野村克也                 | 113犠飛                       | [ 8 ]                                                  |
| 併殺打                    | 野村克也                 | 378併殺打                     | 世界第2位                                              |
| 出塁率                    | 王貞治                   | .446                          |                                                        |
| 長打率                    | 王貞治                   | .634                          | 4000打数以上                                           |
| 打撃妨害                  | 中利夫                   | 21回                          |                                                        |
| 補殺                      | 坂本勇人                 | 6416回 （更新中）             | 全ポジション合計                                       |
| 失策                      | 白石勝巳                 | 646失策                       | 全ポジション合計                                       |
| 登板                      | 岩瀬仁紀                 | 1002登板                      | [ 33 ]                                                 |
| 先発登板                  | 米田哲也                 | 626試合                       |                                                        |
| リリーフ登板              | 岩瀬仁紀                 | 1001登板                      |                                                        |
| 交代完了                  | 岩瀬仁紀                 | 569完了                       |                                                        |
| 完投                      | 金田正一                 | 365完投                       | [ 15 ]                                                 |
| 投球回                    | 金田正一                 | 5,526回2/3                    | 世界第4位、左腕に限れば世界記録                        |
| 勝利投手                  | 金田正一                 | 400勝                         | 世界第3位、左腕に限れば世界記録                        |
| 先発勝利投手              | 鈴木啓示                 | 288勝                         |                                                        |
| 救援勝利投手              | 金田正一                 | 132勝                         | 世界記録                                               |
| 敗戦投手                  | 金田正一                 | 298敗                         | 世界第3位、左腕に限れば世界記録                        |
| 先発敗戦投手              | 金田正一                 | 229敗                         |                                                        |
| 完封                      | ヴィクトル・スタルヒン   | 83完封                        | 世界第3位                                              |
| 勝率                      | 藤本英雄                 | .697                          | 2000投球回以上                                         |
| 防御率                    | 藤本英雄                 | 1.90                          | 2000投球回以上                                         |
| WHIP                      | 村山実                   | 0.95                          | 2000投球回以上                                         |
| 無四球試合                | 鈴木啓示                 | 78試合                        | [ 35 ]                                                 |
| セーブ                    | 岩瀬仁紀                 | 407セーブ                     | 世界第9位                                              |
| ホールド                  | 宮西尚生                 | 412ホールド（更新中）         | 世界記録                                               |
| ホールドポイント          | 宮西尚生                 | 449ホールドポイント（更新中） | 世界記録                                               |
| 奪三振                    | 金田正一                 | 4,490奪三振                   | 世界第4位                                              |
| 奪三振率                  | 杉内俊哉                 | 9.28                          | 2000投球回以上                                         |
| 被本塁打                  | 鈴木啓示                 | 560被本塁打                   | 世界記録                                               |
| 被安打                    | 米田哲也                 | 4,561被安打                   | [ 38 ]                                                 |
| 与四球                    | 金田正一                 | 1,808与四球                   | 世界第4位                                              |
| 与死球                    | 東尾修                   | 165与死球                     | [ 40 ]                                                 |
| 押し出し                  | 亀田忠                   | 34回                          |                                                        |
| 暴投                      | 村田兆治                 | 148暴投                       | [ 41 ]                                                 |
| ボーク                    | 江本孟紀                 | 24ボーク                      | [ 42 ]                                                 |
| 失点                      | 米田哲也                 | 1,940失点                     | [ 43 ]                                                 |
| 自責点                    | 米田哲也                 | 1,659自責点                   | [ 44 ]                                                 |
| 退場                      | タフィ・ローズ           | 14回                          | 日本人では金田正一と落合博満の8回                      |
| 監督としての退場          | マーティ・ブラウン       | 12回                          | 日本人では藤本定義の7回                                |
| 監督試合                  | 三原脩                   | 3,245試合                     |                                                        |
| 監督勝利                  | 鶴岡一人                 | 1,773勝                       |                                                        |
| 監督敗戦                  | 野村克也                 | 1,454敗                       |                                                        |
| 監督優勝回数              | 鶴岡一人 川上哲治        | 11回                          |                                                        |
| 監督日本一回数            | 川上哲治                 | 11回                          |                                                        |
| 監督在任年数              | 藤本定義                 | 29年                          |                                                        |
| 監督同一球団 連続在任年数 | 鶴岡一人                 | 23年（南海・1946年 - 1968年） | [ 注 7 ]                                               |
| 最短監督在任              | 蔭山和夫                 | 4日                           | [ 注 8 ]                                               |

### 1シーズン
| 記録               | 選手                         | 所属           | 記録数     | 年度     | 備考                |
| ------------------ | ---------------------------- | -------------- | ---------- | -------- | ------------------- |
| 試合出場           | 飯田徳治                     | 南海           | 154試合    | 1956年   |                     |
| 試合出場           | 杉山光平                     | 南海           | 154試合    | 1956年   |                     |
| 試合出場           | 佐々木信也                   | 髙橋           | 154試合    | 1956年   |                     |
| 打席               | 西岡剛                       | ロッテ         | 692打席    | 2010年   |                     |
| 打数               | 広瀬叔功                     | 南海           | 626打数    | 1963年   |                     |
| 本塁打             | ウラディミール・バレンティン | ヤクルト       | 60本       | 2013年   |                     |
| 代打本塁打         | 大島康徳                     | 中日           | 7本        | 1976年   | ※世界記録タイ       |
| サヨナラ本塁打     | ジャック・ハウエル           | ヤクルト       | 5本        | 1993年   | ※世界第2位タイ      |
| 代打サヨナラ本塁打 | 樋笠一夫                     | 巨人           | 2本        | 1956年   |                     |
| 代打サヨナラ本塁打 | 豊田泰光                     | サンケイ       | 2本        | 1968年   | 2試合連続           |
| 代打サヨナラ本塁打 | 若松勉                       | ヤクルト       | 2本        | 1977年   | 2試合連続           |
| 代打サヨナラ本塁打 | 大松尚逸                     | ヤクルト       | 2本        | 2017年   |                     |
| 満塁本塁打         | 西沢道夫                     | 中日           | 5本        | 1950年   |                     |
| 代打満塁本塁打     | 藤井康雄                     | オリックス     | 3本        | 2001年   |                     |
| 初回先頭打者本塁打 | 高橋由伸                     | 巨人           | 9本        | 2007年   | [ 注 9 ]            |
| 投手本塁打         | 大谷翔平                     | 日本ハム       | 10本       | 2014年   | 規定投球回以上      |
| ランニング本塁打   | 木塚忠助                     | 南海           | 2本        | 1954年   |                     |
| ランニング本塁打   | 杉山悟                       | 中日           | 2本        | 1952年   |                     |
| ランニング本塁打   | 川相昌弘                     | 巨人           | 2本        | 1992年   |                     |
| ランニング本塁打   | 茂木栄五郎                   | 楽天           | 2本        | 2016年   |                     |
| 安打               | 秋山翔吾                     | 西武           | 216本      | 2015年   |                     |
| 代打安打           | 真中満                       | ヤクルト       | 31本       | 2007年   | 世界記録            |
| サヨナラ安打       | 大杉勝男                     | 東映           | 5本        | 1969年   |                     |
| サヨナラ安打       | ジャック・ハウエル           | ヤクルト       | 5本        | 1993年   | 全て本塁打          |
| 二塁打             | 谷佳知                       | オリックス     | 52二塁打   | 2001年   |                     |
| 三塁打             | 金田正泰                     | 阪神           | 18三塁打   | 1951年   |                     |
| 塁打               | 小鶴誠                       | 松竹           | 376塁打    | 1950年   |                     |
| 単打               | 青木宣親                     | ヤクルト       | 169単打    | 2005年   |                     |
| 長打               | 松井稼頭央                   | 西武           | 88長打     | 2002年   |                     |
| 打率               | ランディ・バース             | 阪神           | .389       | 1986年   | [ 注 10 ]           |
| 最低打率           | 山田潔                       | イーグルス     | .107       | 1938年春 | [ 注 10 ]           |
| 代打打率           | 坂崎一彦                     | 巨人           | .472       | 1964年   | [ 注 11 ]           |
| 出塁率             | 王貞治                       | 巨人           | .532       | 1974年   | [ 注 12 ]           |
| 長打率             | ウラディミール・バレンティン | ヤクルト       | .779       | 2013年   |                     |
| OPS                | 王貞治                       | 巨人           | 1.293      | 1974年   |                     |
| 本塁打率           | ウラディミール・バレンティン | ヤクルト       | 7.32       | 2013年   |                     |
| 得点               | 小鶴誠                       | 松竹           | 143得点    | 1950年   |                     |
| 打点               | 小鶴誠                       | 松竹           | 161打点    | 1950年   |                     |
| 代打打点           | 真弓明信                     | 阪神           | 30打点     | 1994年   |                     |
| 四死球             | 王貞治                       | 巨人           | 166四死球  | 1974年   |                     |
| 四球               | 王貞治                       | 巨人           | 158四球    | 1974年   |                     |
| 故意四球           | 王貞治                       | 巨人           | 45故意四球 | 1974年   |                     |
| 死球               | グレッグ・ラロッカ           | オリックス     | 28死球     | 2007年   |                     |
| 三振               | ラルフ・ブライアント         | 近鉄           | 204三振    | 1993年   |                     |
| 最少三振           | 坪内道典                     | 中日           | 6三振      | 1946年   | ※300打数以上        |
| 最少三振           | 川上哲治                     | 巨人           | 6三振      | 1951年   | ※300打数以上        |
| 最少三振           | 酒沢政夫                     | 大映           | 6三振      | 1951年   | ※300打数以上        |
| 盗塁               | 福本豊                       | 阪急           | 106盗塁    | 1972年   |                     |
| 代走盗塁           | 藤瀬史朗                     | 近鉄           | 25盗塁     | 1979年   |                     |
| 盗塁刺             | 河野旭輝                     | 阪急           | 29盗塁刺   | 1956年   |                     |
| 本盗               | 与那嶺要                     | 巨人           | 5本盗      | 1951年   |                     |
| 犠打               | 宮本慎也                     | ヤクルト       | 67犠打     | 2001年   | ※世界記録タイ       |
| 犠飛               | 大杉勝男                     | 東映           | 15犠飛     | 1970年   | ※世界第7位タイ      |
| 併殺打             | ブーマー・ウェルズ           | オリックス     | 34併殺打   | 1989年   | ※世界第3位          |
| 猛打賞             | 西岡剛                       | ロッテ         | 27回       | 2010年   |                     |
| 猛打賞             | 秋山翔吾                     | 西武           | 27回       | 2015年   |                     |
| 1試合2本塁打以上   | 村上宗隆                     | ヤクルト       | 12回       | 2022年   | [ 45 ]              |
| 1試合3本塁打       | ラルフ・ブライアント         | 近鉄           | 4回        | 1989年   | ※世界記録           |
| 登板               | 久保田智之                   | 阪神           | 90試合     | 2007年   |                     |
| 完投               | 別所昭                       | 南海           | 47完投     | 1947年   |                     |
| 投球回             | 林安夫                       | 朝日軍         | 541回1/3   | 1942年   | [ 46 ]              |
| 防御率             | 藤本英雄                     | 東京巨人軍     | 0.73       | 1943年   | [ 注 13 ] [ 注 14 ] |
| 最大防御率         | 斉藤和巳                     | ダイエー       | 6.26       | 2004年   | [ 注 14 ]           |
| WHIP               | 景浦将                       | 大阪           | 0.72       | 1936年秋 | [ 注 14 ] [ 注 15 ] |
| 勝利投手           | ヴィクトル・スタルヒン       | 巨人           | 42勝       | 1939年   |                     |
| 勝利投手           | 稲尾和久                     | 西鉄           | 42勝       | 1961年   |                     |
| 先発勝利投手       | 須田博                       | 東京巨人軍     | 32勝       | 1940年   |                     |
| 先発勝利投手       | 藤本英雄                     | 東京巨人軍     | 32勝       | 1943年   |                     |
| 救援勝利投手       | 小野正一                     | ロッテ         | 21勝       | 1960年   |                     |
| 敗戦投手           | 中山正嘉                     | 名古屋金鯱軍   | 29敗       | 1940年   |                     |
| 先発敗戦投手       | 望月潤一                     | イーグルス     | 25敗       | 1939年   |                     |
| 先発敗戦投手       | 菊矢吉男                     | ライオン       | 25敗       | 1940年   |                     |
| 先発敗戦投手       | 石原繁三                     | 黒鷲・大和軍   | 25敗       | 1942年   |                     |
| 先発敗戦投手       | 内藤幸三                     | ゴールドスター | 25敗       | 1946年   |                     |
| 勝率               | 景浦將                       | 大阪           | 1.000      | 1936年秋 | 6勝0敗              |
| 勝率               | 御園生崇男                   | 大阪           | 1.000      | 1937年秋 | 11勝0敗             |
| 勝率               | 間柴茂有                     | 日本ハム       | 1.000      | 1981年   | 15勝0敗             |
| 勝率               | 田中将大                     | 楽天           | 1.000      | 2013年   | 24勝0敗             |
| 奪三振             | 江夏豊                       | 阪神           | 401奪三振  | 1968年   | ※世界第7位          |
| 二桁奪三振         | 野茂英雄                     | 近鉄           | 21回       | 1990年   |                     |
| 奪三振率           | 千賀滉大                     | ソフトバンク   | 11.33      | 2019年   | [ 注 14 ]           |
| 完封勝利           | 野口二郎                     | 大洋軍         | 19完封     | 1942年   | ※世界記録タイ       |
| 完封勝利           | 藤本英雄                     | 東京巨人軍     | 19完封     | 1943年   | ※世界記録タイ       |
| 無四球試合         | 野口二郎                     | 阪急           | 13試合     | 1948年   |                     |
| 被本塁打           | 池谷公二郎                   | 広島           | 48被本塁打 | 1977年   | ※世界第2位タイ      |
| 被安打             | 真田重蔵                     | 松竹           | 422被安打  | 1946年   |                     |
| 与四球             | 亀田忠                       | イーグルス     | 280与四球  | 1939年   | ※世界第2位          |
| 与死球             | 森安敏明                     | 東映           | 22与死球   | 1968年   |                     |
| 暴投               | 新垣渚                       | ソフトバンク   | 25暴投     | 2007年   |                     |
| ボーク             | エステバン・ジャン           | 阪神           | 12ボーク   | 2007年   |                     |
| 失点               | 真田重蔵                     | 松竹           | 202失点    | 1946年   |                     |
| ホールド           | 清水昇                       | ヤクルト       | 50ホールド | 2021年   | ※世界記録           |
| ホールドポイント   | 浅尾拓也                     | 中日           | 59HP       | 2010年   | ※世界記録           |
| セーブ             | デニス・サファテ             | ソフトバンク   | 54S        | 2017年   | ※世界第6位          |
| 引分               | 益田直也                     | ロッテ         | 18引分     | 2021年   |                     |
| 失策               | 柳鶴震                       | 翼軍           | 75失策     | 1940年   | ※遊撃手として       |
| 捕逸               | 野村克也                     | 南海           | 17捕逸     | 1960年   |                     |
| 捕逸               | 若菜嘉晴                     | 阪神           | 17捕逸     | 1979年   |                     |
| 補殺               | 菊池涼介                     | 広島           | 535補殺    | 2014年   | ※二塁手として       |
| 退場               | マーティ・ブラウン           | 楽天           | 4回        | 2010年   |                     |

### 1試合
延長回まで持ち越された記録は除外（投球回数は除く）。
|                | 選手 | 記録数     | 備考 |
| -------------- | --- | ---------- | --- |
| 本塁打         | 岩本義行、王貞治、トニー・ソレイタ、 ナイジェル・ウィルソン、古田敦也 | 4本        | |
| 満塁本塁打     | 飯島滋弥、二岡智宏、山川穂高 | 2本        | |
| 投手本塁打     | 川崎徳次、堀内恒夫 | 3本        | |
| 安打           | 大下弘 | 7本        | 延長回を含めると古川清蔵（7本）※参考記録                                                                     |
| 二塁打         | 門前眞佐人、藤井勇、基満男、渡辺進、高沢秀昭、大野久、 イチロー、柴原洋、井口資仁、糸井嘉男、岩村明憲、 雄平、近藤健介 | 4二塁打    | |
| 三塁打         | 堀尾文人、川上哲治、川合幸三、蔭山和夫、吉岡悟 | 3三塁打    | |
| 長打           | 後藤次男、岩本義行、蔭山和夫、ラルフ・ブライアント | 5長打      | |
| 塁打           | 岩本義行 | 18塁打     | [ 47 ] |
| 打点           | 飯島滋弥 | 11打点     | [ 52 ] |
| 四球           | 落合博満 | 6四球      | [ 61 ] |
| 死球           | 竹之内雅史、関本賢太郎 | 3死球      | |
| 得点           | 千葉茂、塚本博睦、中村紀洋、石井琢朗 | 6得点      | |
| 三振           | 若菜嘉晴、トニー・ソレイタ、リッチ・ゲイル、愛甲猛、鶴田泰、 ロブ・デューシー、＊大豊泰昭、金子誠、上原浩治、仁志敏久、 渡辺俊介、＊里崎智也、＊館山昌平、橋本到、 茂木栄五郎、神里和毅、坂本勇人、 秋山拓巳、佐藤輝明、＊柳田悠岐 九里亜蓮 | 5三振      | ＊は全5打席空振り三振 延長回を含めるとブラッド・エルドレッド（6三振）※9回終了時点では4三振のため参考記録     |
| 盗塁           | 山崎善平、正田耕三 | 6盗塁      | |
| 盗塁刺         | 小阪三郎、森下正夫、小玉明利、大沢昌芳、加藤俊夫、 福本豊、鈴木慶裕、松井稼頭央 | 3盗塁刺    | |
| 本盗           | 黒沢俊夫、山崎善平、与那嶺要 | 2本盗      | ※山崎は全て単独本盗                                                                                          |
| 犠打           | 弓岡敬二郎、平田勝男、栗山英樹、平野謙、佐藤幸彦、 石井琢朗、関川浩一、関本賢太郎、山崎憲晴 | 4犠打      | |
| 犠飛           | 豊田泰光、野村謙二郎 | 3犠飛      | |
| 併殺打         | 岡本三男、鵜飼勝美、前川忠男、関口清治、田中久寿男、谷本稔、 山内一弘、山本八郎、スタン・パリス、大橋勲、野田征稔、田淵幸一、 松原誠、高木守道、クリス・ナイマン、二村忠美、古屋英夫、吉田博之、 トニー・ブリューワ、ロバート・ローズ、ヘンスリー・ミューレン、 立川隆史、田口壮、和田豊、谷繁元信、野口寿浩、鈴木尚典、 ロベルト・ペタジーニ、ブランドン・レアード、宮﨑敏郎 | 3併殺打    | ※関口は2度記録                                                                                               |
| 投球回数       | 野口二郎、西沢道夫 | 28イニング | |
| 奪三振         | 野田浩司、佐々木朗希 | 19奪三振   | 野田は勝敗付かず、佐々木は勝利投手 敗戦投手の最多は伊藤智仁（16奪三振）、 延長回を含めると亀田忠（20奪三振） |
| リリーフ奪三振 | スティーブン・ランドルフ | 15奪三振   | [ 86 ] [ 87 ]                                                                                                |
| 被本塁打       | 川崎徳次 | 8被本塁打  | |
| 被安打         | 真田重蔵 | 22被安打   | |
| 与四球         | 野茂英雄 | 16与四球   | [ 88 ] |
| 与死球         | 村上雅則 | 5与死球    | |
| 暴投           | 新垣渚 | 5暴投      | [ 89 ] |
| ボーク         | ドミンゴ・グスマン | 4ボーク    | |
| 失点           | 伊藤万喜三 | 18失点     | [ 90 ] |
| 失策           | 木塚忠助 | 6失策      | ※内野手、捕手は上市明（4失策）                                                                               |
| 捕逸           | 浅原直人、吉原正喜、鈴木秀雄、徳網茂、福塚勝哉、山倉和博、 斉藤巧、八重樫幸雄、和田一浩 | 3捕逸      | |

### 1イニング
|              | 選手 | 記録      | 備考                                                                    |
| ------------ | --- | --------- | ----------------------------------------------------------------------- |
| 打席         | 大松尚逸 | 3打席     | [ 91 ]                                                                  |
| 本塁打       | 川上哲治、白石勝巳、飯島滋弥、中田昌宏、山内一弘、 ウィリー・カークランド、大島康徳、山崎裕之、掛布雅之、 原辰徳、岡村隆則、池山隆寛、石毛宏典、トロイ・ニール、城島健司、 トニー・ミッチェル、グレッグ・ラロッカ、 クレイグ・ブラゼル、ダヤン・ビシエド、大山悠輔、辰己涼介 | 2本塁打   | ※大島と山崎は2度記録。                                                  |
| 三塁打       | 金田正泰、杉浦清、今宮健太 | 2三塁打   |                                                                         |
| 盗塁         | 柳沢騰市、漆原進、玉腰忠義、坪内道則、本堂保次、奥田元、木塚忠助、 別当薫、与那嶺要、河内卓司、土屋伍郎、鈴木武、森下正夫、城戸則文、 岡嶋博治、島田誠、村上宗隆 | 3盗塁     | [ 99 ] [ 100 ]                                                          |
| 盗塁刺       | 中島裕之 | 2盗塁刺   | [ 101 ]                                                                 |
| 二盗         | 山本尚敏 | 2二盗     |                                                                         |
| 塁打         | 川上哲治、白石勝巳、飯島滋弥、中田昌宏、山内一弘、 ウィリー・カークランド、大島康徳、山崎裕之、掛布雅之、原辰徳、 岡村隆則、池山隆寛、石毛宏典、トロイ・ニール、城島健司、 トニー・ミッチェル、グレッグ・ラロッカ、クレイグ・ブラゼル、 ダヤン・ビシエド、大山悠輔、辰己涼介 | 8塁打     | ※大島と山崎は2度記録。 1イニングに2本塁打を打った全ての選手が該当する。 |
| 打点         | 飯島滋弥、池山隆寛 | 7打点     |                                                                         |
| 三振         | 真田重蔵、穴吹義雄、備前喜夫、後藤修、鈴木隆、河津憲一、石井茂雄、 菱川章、森昌彦、梅田邦三、清水透、金村義明、クリス・ナイマン、 荒木大輔、真弓明信、中尾孝義、佐々岡真司、酒井忠晴、石井一久、 橋本清、大豊泰昭、ラルフ・ブライアント、平尾博司、斎藤隆、 緒方孝市、ネイサン・ミンチー、野口寿浩、的山哲也、小宮山悟、 高山久、高橋建、ジョージ・アリアス、後藤光尊、タフィ・ローズ、 井上純、桧山進次郎、久保裕也、村田修一、相川亮二、英智、 クレイグ・ブラゼル、永井怜、明石健志、鈴木郁洋、サブロー、市川友也、 長野久義、岡﨑太一 | 2三振     |                                                                         |
| 死球         | 衣笠祥雄、アーロン・ガイエル、平野恵一 | 2死球     |                                                                         |
| 被本塁打     | 成田啓二、上田卓三、永本裕章、中居謹蔵、仁科時成、井本隆、木田勇、 石本貴昭、山本和行、古溝克之、藤本修二、黒田博樹、佐野重樹、 山村宏樹、花田真人、東條大樹 | 4被本塁打 |                                                                         |
| 被満塁本塁打 | 金森隆浩、吉井理人、阿南徹、大石達也 | 2被本塁打 |                                                                         |
| 被安打       | 高橋一彦、石川歩 | 11被安打  |                                                                         |
| 与四球       | 田村満 | 7与四球   |                                                                         |
| 与死球       | 宮本幸信、望月卓也、村田辰美、西本聖、ジオ・アルバラード、 田島慎二、ジェイソン・スタンリッジ、塚原頌平、青柳晃洋、山本由伸、橋本侑樹 | 3与死球   | ※望月と田島は3者連続                                                    |
| 押し出し     | 繁里栄、亀田忠、溝部武夫、田村満、五十嵐亮太、濵口遥大 | 4押し出し | ※溝部、濵口は4者連続                                                    |
| 奪三振       | 幸田優、野村貴仁、工藤公康、西口文也、岡島秀樹、ドナルド・レモン、 斉藤和巳、杉内俊哉、金澤健人、松坂大輔、前田幸長、涌井秀章、 ウィルフィン・オビスポ、澤村拓一、千賀滉大、髙橋聡文、 平田真吾、八木亮祐、藤浪晋太郎、石田健大、松井裕樹、田口麗斗、 ブランドン・ディクソン、上茶谷大河、ライデル・マルティネス、佐々木朗希、髙橋光成 | 4奪三振   | ※千賀は2度記録。                                                        |
| 暴投         | 中原宏、池之上格、村田兆治、伊良部秀輝、池上誠一、山本昌、小林雅英、 高井雄平、朝井秀樹、新垣渚、オーランド・ロマン、井納翔一、福井優也、 大石達也、菅原秀、山岡泰輔、ピーター・ランバート、田中晴也 | 3暴投     |                                                                         |
| ボーク       | テリー・レイ、ドミンゴ・グスマン、ヨスラン・エレラ | 3ボーク   |                                                                         |
| 失点         | 内藤幸三 | 12失点    |                                                                         |
| 投球数       | 吉野誠 | 64球      |                                                                         |
| 失策         | 本堂保次 | 4失策     |                                                                         |

### 1打席
|            | 投手     | 打者     | 記録 | 結果 | 備考    |
| ---------- | -------- | -------- | ---- | ---- | ------- |
| 最多投球数 | 涌井秀章 | 矢野雅哉 | 22球 | 四球 | [ 106 ] |

### 連続記録

#### 連続試合記録
連続出場試合数衣笠祥雄（2,215試合連続）※世界第2位
連続試合フルイニング出場金本知憲（1,492試合連続）※世界記録、ギネス認定
連続試合安打高橋慶彦（33試合連続）
連続開幕試合安打和田豊（24試合連続）
連続開幕試合本塁打ブーマー・ウェルズ（5試合連続）
連続開幕試合出塁スティーブ・オンティベロス（40試合連続）
連続試合猛打賞西沢道夫、井口資仁（5試合連続）
連続試合マルチ安打小笠原道大、後藤次男、チャーリー・ルイス（10試合連続）
連続試合本塁打王貞治、ランディ・バース（7試合連続）
連続試合打点ランディ・バース（13試合連続）
連続試合サヨナラ本塁打桑田武、豊田泰光、若松勉、長嶋清幸、ダグ・デシンセイ、門田博光、松井稼頭央、平田良介、アーロム・バルディリス、鈴木誠也（2試合連続）※デシンセイは2試合とも逆転弾
連続試合満塁本塁打藤村富美男、坂本文次郎、秋山幸二、タフィ・ローズ、ベニー・アグバヤニ、タイロン・ウッズ、マイカ・ホフパワー、杉本裕太郎、村上宗隆（2試合連続）※杉本は継続中不出場試合あり
連続試合初回先頭打者本塁打松永浩美（3試合連続）
連続試合初回先頭打者初球本塁打今岡誠（2試合連続）
連続試合左右打席本塁打フェルナンド・セギノール（2試合連続）
連続試合3本塁打カリーム・ガルシア（2試合連続）
連続試合2本塁打筒香嘉智（3試合連続）
連続試合三塁打長嶋茂雄、中島大輔（4試合連続）
連続試合二塁打岡大海（8試合連続）
連続試合長打秋山幸二（11試合連続）
連続試合四球王貞治、柳田悠岐（18試合連続）※世界タイ記録
連続試合三振リロイ・スタントン（34試合連続）
連続試合併殺打田代富雄、池山隆寛、ジェリー・ブルックス（5試合連続）
連続試合盗塁周東佑京（13試合連続）※世界記録
連続試合出塁イチロー（69試合連続）
連続試合得点小笠原道大（17試合連続）
連続試合登板若林忠志（14試合連続）※世界記録
連続試合先発登板山内新一（311試合連続）
- デビューからの連続記録は野村祐輔（211試合連続）

連続試合リリーフ登板宮西尚生（887試合連続）
連続試合セーブ森唯斗（7試合連続）
連続試合無失点石井大智（41試合連続） ※世界記録（継続中）
連続試合自責点0岡島秀樹（46試合連続）
連続試合未完投石川雅規（124試合連続）
連続試合退場ロブ・デューシー（2試合連続）

#### 連続打数（打席）記録
連続打席出塁廣瀬純（15打席連続）
連続打席代打出塁種田仁（11打席連続）
連続打数安打R.J.レイノルズ、高橋由伸（11打数連続）※レイノルズは11打席連続
連続打席二塁打牧秀悟（5打席連続）
連続打席三塁打堀尾文人、蔭山和夫、吉岡悟（3打席連続）
連続打数代打安打松原誠、初芝清（7打数連続）※初芝は7打席連続
連続打席本塁打村上宗隆（5打席連続）※2試合にまたがっての記録
連続打席満塁本塁打二岡智宏、山川穂高（2打席連続）
連続打席代打本塁打マーシャル・ブラント、真弓明信、藤立次郎、ジョシュ・ホワイトセル（3打席連続）
連続打席四球松永浩美（11打席連続）
連続打席死球松本奉文（4打席連続）
連続打席三振ドミンゴ・グスマン（18打席連続）※投手、世界記録
- 野手のものとしては鉄平、鵜飼航丞、佐藤直樹（9打席連続）
- 初打席からの連続記録は勝俣翔貴（8打席）

連続打席無三振イチロー（216打席連続）
連続打席無安打嵯峨健四郎（90打席連続）※投手、2シーズンにまたがっての記録）
- 野手のものとしては西川愛也（62打席連続） ※4シーズンにまたがっての記録
- 初打席からの連続記録は猪俣隆（79打席連続）※投手、4シーズンにまたがっての記録

開幕からの連続打席無安打佐々木宏一郎（63打席連続）※投手
- 野手のものとしては浜村健史と廣岡大志（41打席連続）

連続打席無本塁打赤星憲広（2528打席連続）
- 初打席からの連続記録は岡田幸文（2501打席連続）

連続打席無打点植田海（215打席連続）
連続打席無併殺打金本知憲（1002打席連続）
連続打数無犠飛酒沢成治（3470打数連続）※犠飛は1938年までと1941年から1953年までは未集計
連続打数無犠打田淵幸一（5881打数連続）
連続打席生涯無本塁打岡田幸文（2501打席連続）※世界記録
連続打席生涯無三塁打タイロン・ウッズ（2940打席連続）
連続打席生涯無死球ヴィクトル・スタルヒン（1968打席連続）

#### 連続シーズン記録
連続シーズン本塁打谷繁元信（27年連続、ギネス世界記録認定）
連続シーズン安打谷繁元信（27年連続）※世界タイ記録
投手による連続シーズン安打三浦大輔（24年連続、ギネス世界記録認定）
連続シーズン代打本塁打町田公二郎（9年連続）
連続シーズン二塁打谷繁元信（27年連続）※世界タイ記録
連続シーズン三塁打高木守道（20年連続）
連続シーズン得点谷繁元信（27年連続）※世界タイ記録
連続シーズン盗塁広瀬叔功、衣笠祥雄（22年連続）
連続シーズン併殺打谷繁元信（26年連続）
連続シーズン勝利石川雅規（24年連続）
連続シーズン敗戦工藤公康（27年連続）
連続シーズン完投金田正一、鈴木啓示（20年連続）
連続シーズン完封金田正一（16年連続）
連続シーズンセーブ鹿取義隆、山本和行（14年連続）
連続シーズンホールド宮西尚生（17年連続）
連続シーズン奪三振工藤公康（29年連続）※世界タイ記録
連続シーズン暴投三浦大輔、大野豊（16年連続）
連続シーズンボーク伊良部秀輝（9年連続）

#### その他の連続記録
連続盗塁成功山田哲人（38連続）※2シーズンにまたがっての記録
- シーズン記録は山田哲人（33連続）

同一カード連続盗塁成功藤瀬史朗（33連続）
連続守備機会無失策中村悠平（1,897守備機会）
連続勝利田中将大（28連勝）※2シーズンにまたがっての記録、勝敗なしの登板を挟む。 ※世界記録
- シーズン連続は田中将大（24連勝）※世界記録
- 「シーズン無敗」に限定した場合も、田中将大（2013年の24勝0敗）

連続完投勝利斎藤雅樹（11試合連続）
連続完封勝利藤本英雄（6試合連続）※世界タイ記録
連続二桁奪三振則本昂大（8試合連続）
連続リリーフ勝利篠原貴行（14連勝）※勝敗なしの登板を挟む
連続敗北権藤正利（28連敗）※3シーズンにまたがっての記録、勝敗なしの登板を挟む。
- シーズン連続は梶本隆夫（15連敗）
- 「シーズン未勝利」に限定すると権藤正利（1956年の0勝13敗）

連続セーブ佐々木主浩、栗林良吏（22試合連続）※栗林は2シーズンに跨っての記録
連続セーブポイント小林雅英（33試合連続）
連続ホールド藤川球児、エディソン・バリオス（17試合連続）
連続ホールドポイント浅尾拓也（25試合連続）
連続日数セーブ小林雅英、岩瀬仁紀、藤川球児、青山浩二、涌井秀章（6日連続）
連続奪三振佐々木朗希（13者連続） ※世界記録
- 連続空振り三振は佐々木朗希（8者連続）

連続押し出し溝部武夫、濵口遥大（4連続）
連続与四球金子裕、菊矢吉男、石田光彦、林直明、木田勇、工藤公康、野茂英雄、石毛博史、前川勝彦、吉野誠、濵口遥大（5者連続）※濵口は申告敬遠を含む
連続与死球望月卓也、田島慎二、橋本侑樹（3者連続）
連続凡退佐々木朗希（52者連続）※世界記録
連続イニング無失点金田正一（64回1/3）※世界記録
連続イニング奪三振デニス・サファテ（43イニング）
- 開幕からの記録はダーウィンゾン・ヘルナンデス（29イニング）

連続イニング無四死球白木義一郎（92イニング）※2シーズンにまたがっての記録
- シーズン連続は安田猛（81イニング）

連続イニング無安打佐々木朗希（17イニング）
連続登板機会無敗柴田佳主也（235試合連続）
連続試合被サヨナラ本塁打佐藤道郎、田島慎二（3試合連続）※田島は2シーズンにまたがっての記録

### 外国人選手記録
通算出場試合数アレックス・ラミレス（1744試合）
通算安打数アレックス・ラミレス（2017安打）
通算二塁打アレックス・ラミレス（328二塁打）
通算三塁打ロベルト・バルボン（52三塁打）
通算本塁打タフィ・ローズ（464本塁打）
通算得点タフィ・ローズ（1100得点）
通算塁打タフィ・ローズ、アレックス・ラミレス（3509塁打）
通算打点アレックス・ラミレス（1272打点）
通算盗塁ロベルト・バルボン（308盗塁）
通算盗塁刺ロベルト・バルボン（126盗塁刺）
通算四球タフィ・ローズ（958四球）
通算故意四球アレックス・カブレラ（95故意四球）
通算死球グレッグ・ラロッカ（109死球）
通算三振タフィ・ローズ（1655三振）
通算併殺打アレックス・ラミレス（192併殺打）
通算打率レロン・リー（.320）※4000打数以上
通算出塁率アレックス・カブレラ（.398）※4000打数以上
通算長打率アレックス・カブレラ（.592）※4000打数以上
通算登板ヴィクトル・スタルヒン（586登板）
通算先発ヴィクトル・スタルヒン（449先発）
通算完投ヴィクトル・スタルヒン（350完投）
通算完封ヴィクトル・スタルヒン（83完封）
通算勝利ヴィクトル・スタルヒン（303勝利）
通算敗戦ヴィクトル・スタルヒン（176敗戦）
通算無四球試合ヴィクトル・スタルヒン（31試合）
通算セーブデニス・サファテ（234セーブ）
通算ホールドスコット・マシソン（174ホールド）
通算ホールドポイントスコット・マシソン（201ホールドポイント）
通算勝率ヴィクトル・スタルヒン（.633）※2000投球回以上
通算投球回ヴィクトル・スタルヒン（4175回1/3）
通算被安打ヴィクトル・スタルヒン（3230被安打）
通算被本塁打ヴィクトル・スタルヒン（122被本塁打）
通算与四球ヴィクトル・スタルヒン（1221与四球）
通算与死球ヴィクトル・スタルヒン（55与死球）
通算奪三振ヴィクトル・スタルヒン（1960奪三振）
通算暴投ヴィクトル・スタルヒン（50暴投）
通算ボークライアン・グリン（20ボーク）
通算失点ヴィクトル・スタルヒン（1221失点）
通算自責点ヴィクトル・スタルヒン（969自責点）
通算防御率ヴィクトル・スタルヒン（2.09）※2000投球回以上

### 最年長記録
最年長出場山本昌（50歳2ヶ月）
最年長打席山本昌（49歳1ヶ月）
最年長得点浜崎真二（48歳4ヶ月）
最年長本塁打岩本義行（45歳5ヶ月）
最年長本塁打王門田博光（40歳、44本）
最年長打点浜崎真二（48歳4ヶ月）
最年長打点王門田博光、タフィ・ローズ（40歳）
最年長安打浜崎真二（48歳9ヶ月）
最年長二塁打浜崎真二（48歳8ヶ月）
最年長三塁打浜崎真二（48歳4ヶ月）
最年長猛打賞落合博満 (44歳5ヶ月）
最年長盗塁浜崎真二（45歳10ヶ月）
最年長盗塁王荻野貴司（36歳、24盗塁）
最年長登板山本昌（50歳2ヶ月）
最年長先発山本昌（50歳2ヶ月）
最年長勝利山本昌（49歳）
最年長最多勝利下柳剛（37歳、15勝）
最年長最優秀防御率大野豊（41歳）
最年長完投山本昌（45歳）
最年長完封山本昌（45歳）
最年長奪三振山本昌（49歳12ヶ月）
最年長ホールド工藤公康（46歳4ヶ月）
最年長ホールドポイント山本昌（47歳1ヶ月）
最年長セーブ斎藤隆（44歳4ヶ月）
最年長沢村栄治賞小川健太郎（33歳）
最年長最優秀選手門田博光（40歳）

### 最年少記録
最年少出場西沢道夫（16歳0ヶ月）
最年少打席西沢道夫（16歳0ヶ月）
最年少本塁打金田正一（17歳4ヶ月）
最年少打点西沢道夫（16歳2ヶ月）
最年少首位打者川上哲治（19歳）
最年少安打西沢道夫（16歳2ヶ月）
最年少二塁打西沢道夫（16歳2ヶ月）
最年少盗塁森本清三（17歳3ヶ月）
最年少盗塁王山口政信、吉田義男、西岡剛（21歳）
最年少登板西沢道夫（16歳0ヶ月）
最年少先発古沢憲司（16歳5ヶ月）
最年少完投西沢道夫（16歳9ヶ月）
最年少完封金田正一、古沢憲司（17歳2ヶ月）
最年少奪三振西沢道夫（16歳1ヶ月）
最年少ホールド松井裕樹、北浦竜次（18歳8ヶ月）
最年少ホールドポイント松井裕樹、北浦竜次（18歳8ヶ月）
最年少セーブ川崎憲次郎（18歳7ヶ月）
最年少沢村栄治賞堀内恒夫（18歳）
最年少最優秀選手賞沢村栄治、稲尾和久（20歳）

### 新人記録
新人シーズン最高打率田川豊（.341、1946年）
新人シーズン最多猛打賞長嶋茂雄（1958年）、牧秀悟（2021年）（14回）
新人シーズン最多本塁打桑田武（1959年）、清原和博（1986年）（31本）
新人シーズン最多打点大岡虎雄（111打点、1949年）
新人シーズン最多安打佐々木信也（180安打、1956年）
新人シーズン最多二塁打笠原和夫（40二塁打、1948年）
新人シーズン最多三塁打蔭山和夫（15三塁打、1950年）
新人シーズン最多塁打長嶋茂雄（290塁打、1958年）
新人シーズン最多盗塁小坂誠（56盗塁、1997年）
新人シーズン最多得点笠原和夫（100得点、1948年）
新人シーズン最多三振佐藤輝明（173三振、2021年）
新人シーズン最多登板益田直也（72登板、2012年）
新人シーズン最多完投林安夫（44完投、1942年）
新人シーズン最多完封林安夫(1942年)、権藤博(1961年)（12完封）
新人シーズン最多無四球完投権藤博（8回、1961年）
新人シーズン最小防御率林安夫（1.01、1942年）
新人シーズン最小WHIP村山実（0.75、1959年）
新人シーズン最高奪三振率野茂英雄（10.99、1990年）
新人シーズン最多勝利権藤博（35勝、1961年）
新人シーズン最多敗戦長谷川良平（27敗、1950年）
新人シーズン最多奪三振権藤博（310奪三振、1961年）
新人シーズン最多ホールド益田直也（41ホールド、2012年）
新人シーズン最多ホールドポイント益田直也（43ホールドポイント、2012年）
新人シーズン最多セーブ山﨑康晃（2015年）、栗林良吏（2021年）、大勢（2022年）37セーブ
初登板からの連続勝利リック・バンデンハーク（14連勝、2015年 - 2016年）
初登板からの連続無敗戦試合公文克彦（182試合、2013年 - 2020年）
初登板からの連続無失点試合栗林良吏（2021年）、宮森智志（2022年）、古田島成龍（2024年）22試合連続

### ノーヒットノーランの記録
最多ノーヒットノーラン沢村栄治、外木場義郎（3回）
最速ノーヒットノーラン近藤真一（一軍初先発で達成）
最年少ノーヒットノーラン金田正一（18歳1ヶ月）
最年長ノーヒットノーラン山本昌（41歳7ヶ月）
最年少完全試合佐々木朗希（20歳5ヶ月）
最年長完全試合藤本英雄（32歳1ヶ月）
最少投球ノーヒットノーラン宮地惟友（79球）
最多投球ノーヒットノーラン中尾碩志（144球）
最少奪三振ノーヒットノーラン大脇照夫（27人全員を凡退に抑え奪三振なし）
最多奪三振ノーヒットノーラン佐々木朗希（19奪三振） ※19奪三振はNPBタイ記録
最多四死球ノーヒットノーラン中尾碩志（10四死球）
最長イニングノーヒットノーラン江夏豊（11回）※試合は江夏自らのサヨナラ本塁打で終了、2021年現在NPB唯一の延長戦での達成

### その他の記録
最多三冠王落合博満（3回） ※王貞治、落合、ランディ・バースが2年連続で達成
最多投手三冠山本由伸（3回） ※3年連続で達成
最多サイクル安打ロバート・ローズ（3回）
最少投球試合柴田英治、植村義信（71球）※9イニング（柴田は完封）
最多投球試合木田勇（209球）※9イニング
最少投球セーブ金城基泰、三浦政基（0球）※共に牽制死で試合終了
最少投球勝利投手グレン・ミケンズ、板東英二、菅原勝矢、安仁屋宗八、宮本洋二郎、高橋里志、土屋正勝、弓長起浩、落合英二、森中聖雄、吉田修司、葛西稔、山﨑貴弘、後藤光貴、愛敬尚史、林昌樹、小野晋吾、土肥義弘、岡島秀樹、山﨑健、五十嵐亮太、石井貴、江尻慎太郎、クリストファー・ニコースキー、佐竹健太、小林正人、清水章夫、真田裕貴、渡辺恒樹、石井裕也、山村宏樹、谷元圭介、田島慎二、土田瑞起、金田和之、横山貴明、益田直也、金刃憲人、島本浩也、松永昂大、酒居知史、塹江敦哉、菊池保則、今野龍太、勝野昌慶、吉田輝星（1球）※金刃は2度記録。山﨑貴、後藤、林、ニコースキー、土田、横山、島本はプロ初勝利で記録（横山はプロ初登板で記録）
最少投球敗戦投手川崎徳次、片山博、長光告直、大羽進、村上雅則、佐藤政夫、星野仙一、永射保、森浩二、渡辺久信、今野隆裕、落合英二、柴田佳主也、河野博文、礒恒之、梅津智弘、林昌樹、野口茂樹、根本朋久、吉野誠、清水章夫、川岸強、柳瀬明宏、藤江均、加藤康介、菊地和正、平内龍太、山﨑康晃（1球）※森は2度記録
最少打者勝利小林雅英、久古健太郎（打者0）
最速初本塁打塩瀬盛道、小室光男、森厚三、ドン・シュルジー、福留宏紀、ショーゴー、加藤翔平、西浦直亨、オスカー・コラス、来田涼斗（一軍初打席の初球打ち）※塩瀬とシュルジーは生涯唯一の打席で記録
最速初満塁本塁打駒田徳広（プロ初打席）、ケビン・ミッチェル（来日初打席）
最速初サヨナラ本塁打加治前竜一（プロ初打席）
最遅初出場渡辺政仁（12年目）※プロ入り時投手
最遅初勝利西清孝（13年目）
最遅初安打工藤公康（19年目・投手）、市橋秀彦、渡辺政仁、中田祥多（12年目・野手）※ただし工藤は1年目の1982年の日本シリーズ第6戦で2塁打を打っている。市橋、渡辺はプロ入り時投手
最遅初本塁打工藤公康（23年目・投手）、石山一秀（14年目・野手）
- 打席数で換算すると中島卓也（2,287打席目）[121]

最遅初先発山﨑康晃（531試合）
最遅先発勝利森唯斗（465試合）
最遅初完投加藤貴之（106試合）
最長間隔勝利大家友和（16年）
開幕投手からの1シーズン連勝菅野智之（2020年、13連勝）
開幕投手最多連敗三浦大輔（7連敗）

## 選手の記録
最古生誕選手岡田源三郎（1896年3月25日生）
最長身長選手ルーク・ファンミル（216cm）※日本人選手では馬場正平、秋広優人、阿部剣友、菊地ハルン（200cm）。
最短身長選手浜崎真二、浜崎忠治（156cm）
最重体重選手ジャフェット・アマダー（135kg）※日本人選手では砂川リチャード（119kg）。
最軽体重選手浜崎真二（50kg）
最大背番号福敬登（234）※支配下登録選手ではフェリックス・ペルドモ（112）。最小背番号の0または00は複数球団で複数選手が使用。
NPB最長実働年数山本昌（31年）
最多所属球団数後藤修（8球団）
- 松竹ロビンス（1952）
- 大洋松竹ロビンス（1953 - 1954）
- 東映フライヤーズ（1955）
- 大映スターズ（1956）
- 読売ジャイアンツ（1957 - 1958）
- 近鉄バファロー（1959 - 1960）
- 南海ホークス（1961 - 1962）
- 西鉄ライオンズ（1963）

最多対戦球団数岩本義行（20球団）
最多同姓同名選手
田中幸雄（3人）
- 田中幸雄：1939年 - 1950年にプレーした内野手。1940年 - 1949年の登録名は「田中幸男」、1950年の登録名は「田中成豪」
- 田中幸雄：1982年 - 1991年にプレーした投手
- 田中幸雄：1986年 - 2007年にプレーした内野手

最長登録名タイシンガーブランドン大河（13文字）
- 漢字のみでは赤根谷飛雄太郎（7文字）

最短登録名誠、誠、誠、輝、勝、匠、蓮、颯（1文字）
最多背ネーム下敷領悠太（「SHIMOSHIKIRYO」の13文字）
最少背ネーム王貞治（OH）、魚満芳（UO）、阿井英二郎（AI）、阿井利治（AI）、呂明賜（RO）、余文彬（YU）、植大輔（UE）、呉念庭（WU）、ボー・タカハシ（BO）（2文字）
- 当時背ネームはなかったが、存在していれば井洋雄（I）の1文字が最小

## タイトル獲得記録
最多MVP王貞治（9回）
最多首位打者張本勲、イチロー（7回）
最多本塁打王王貞治（15回）
最多打点王王貞治（13回）
最多盗塁王福本豊（13回）
最多最多安打長嶋茂雄（10回）
最多最高出塁率王貞治（18回）
最多最優秀防御率稲尾和久（5回）
最多最多勝利ヴィクトル・スタルヒン（6回）
最多最多奪三振金田正一（10回）
最多最高勝率山田久志、工藤公康（4回）
最多最優秀中継ぎ投手岩瀬仁紀、山口鉄也、宮西尚生（3回）
最多最多セーブ投手江夏豊、佐々木主浩、赤堀元之、岩瀬仁紀（5回）
最多ベストナイン野村克也（19回）
最多ゴールデングラブ賞福本豊（12回）
最多最優秀バッテリー賞古田敦也、伊東勤（6回）
最多月間MVP田中将大（12回）
最多沢村栄治賞杉下茂、金田正一、村山実、斎藤雅樹、山本由伸（3回）
最多正力松太郎賞工藤公康（5回）
最多日本シリーズMVP長嶋茂雄（4回）
最多オールスターMVP清原和博（7回）

## チーム記録
最多勝利読売ジャイアンツ（6343勝）※東京巨人軍時代を含む。2024年シーズン終了時
最多優勝読売ジャイアンツ（48回）※東京巨人軍時代を含む。
最多最下位横浜DeNAベイスターズ（24回）※大洋ホエールズ、大洋松竹ロビンス、横浜大洋ホエールズ、横浜ベイスターズ各時代を含む。
以下、球団名は当時の名称で記す。

### 1シーズン
シーズン最多勝利数99勝（1955年、南海ホークス）※143試合。優勝チームを除くと1956年の南海ホークス（96勝）。
シーズン最多敗戦数103敗（1961年、近鉄バファロー）※140試合
シーズン最多引分21分（2021年、福岡ソフトバンクホークス）※143試合制。それ以前の記録は130試合制で19分（1982年、中日ドラゴンズ）だったが、128試合目時点で20分に達しており記録更新。
シーズン最多本塁打259本（2004年、読売ジャイアンツ）
シーズン最少本塁打0本（1936年秋、大東京軍）※2リーグ制以降は27本（1954年、近鉄パールス）
シーズン最多安打1461本（2003年、福岡ダイエーホークス）
シーズン最少安打713本（1951年、近鉄パールス）
シーズン最多三振1234三振（2014年、埼玉西武ライオンズ）
シーズン最多盗塁277個（1956年、阪急ブレーブス）
シーズン最少盗塁25個（2004年、読売ジャイアンツ）
シーズン最高打率.297（2003年、福岡ダイエーホークス）※投手の打撃成績を除くと.303（1999年、横浜ベイスターズ）
シーズン最低打率.180（1943年、大和軍）※2リーグ制以降は.201（1962年、国鉄スワローズ）
シーズン最高OPS.864（1980年、近鉄バファローズ）
シーズン最多得点908得点（1950年、松竹ロビンス）
シーズン最少得点290得点（1955年、大洋ホエールズ）
シーズン最多四球599個（2018年、広島東洋カープ）
シーズン最多死球99個（2010年、東京ヤクルトスワローズ）
シーズン最多犠打180本（2010年、北海道日本ハムファイターズ）
シーズン最多犠飛54本（2013年、千葉ロッテマリーンズ）
シーズン最多併殺打144本（2007年、東北楽天ゴールデンイーグルス）
シーズン最多失点927失点（2003年、オリックス・ブルーウェーブ）
シーズン最少失点283失点（1956年、大阪タイガース）
シーズン最小防御率1.33（1941年、大洋軍）※2リーグ制以降は1.75（1955年、読売ジャイアンツ）
シーズン最大防御率5.95（2003年、オリックス・ブルーウェーブ）
シーズン最多被安打1534本（2003年、オリックス・ブルーウェーブ）
シーズン最多被本塁打251本（1980年、近鉄バファローズ）
シーズン最多与四球656個（1950年、国鉄スワローズ）
シーズン最多与死球84個（2018年、埼玉西武ライオンズ）
シーズン最多暴投68個（1990年、ロッテオリオンズ、2015年、横浜DeNAベイスターズ）
シーズン最多ホールド150個（2019年、東北楽天ゴールデンイーグルス）
1シーズン投手登板のべ人数684人（2019年、北海道日本ハムファイターズ）
シーズン最多失策253個（1940年、南海ホークス）※2リーグ制以降は235個（1950年、西日本パイレーツ）
シーズン最少失策38個（1991年、西武ライオンズ、2017年、福岡ソフトバンクホークス）
シーズン最少捕逸
0捕逸（2016年、オリックス・バファローズ）(2024年、阪神タイガース) 
シーズン最高勝率
.750（1951年 南海ホークス（72勝24敗8分）） ※1リーグ制での記録は.829（1938年春 大阪タイガース（29勝6敗0分））
シーズン最低勝率
.238（1956年 近鉄パールス（29勝97敗4分）） ※1リーグ制での記録は.214（1937年春 後楽園イーグルス（12勝44敗0分））
シーズン途中最低勝率
※開幕戦からの連敗により勝率.000となるケースを除く。
.063（2022年4月14日 阪神タイガース（1勝15敗1分））

### 月間記録
月間最多勝利
22勝（2020年10月 福岡ソフトバンクホークス（4敗1分）)
月間最多敗戦
22敗（1961年8月 近鉄バファロー（8勝））

### 1試合記録
最長試合時間6時間26分（1992年9月11日、阪神タイガース対ヤクルトスワローズ戦で記録＝延長15回、中断37分）
- 中断時間を除いた場合：6時間19分（1996年9月8日、横浜ベイスターズ対ヤクルトスワローズ戦で記録＝延長14回）
- 延長戦が12回までに制限された2001年以降：6時間21分（2015年8月21日、広島東洋カープ対読売ジャイアンツ戦で記録＝延長11回、中断1時間26分）[144][145]
- 9回試合終了：5時間38分（2020年9月10日、東北楽天ゴールデンイーグルス対福岡ソフトバンクホークス戦で記録、中断1時間32分）[146]
- 9回試合での中断時間を除いた場合：5時間6分（2007年7月11日、福岡ソフトバンクホークス対東北楽天ゴールデンイーグルス戦で記録）[147]

最短試合時間55分（1946年7月26日、大阪タイガース対パシフィック戦で記録）
最長試合イニング28イニング（1942年5月24日、大洋軍対名古屋軍戦で記録）
1試合最多得点32得点（1940年4月6日、阪急軍が対南海軍戦で記録）
1試合両チーム最多得点計35得点（1950年3月16日、東急フライヤーズ対西鉄クリッパース戦で記録、試合結果：西鉄21-14東急）
1試合最大点差30得点（1940年4月6日、阪急軍対南海軍戦で記録、試合結果：阪急32-2南海）
最多得点1点差試合17-16（1993年5月19日、ヤクルトスワローズ対広島東洋カープ戦で記録、試合結果：ヤクルト17-16広島）
最多得点完封試合26-0
- 1946年7月15日：近畿グレートリング対ゴールドスター戦で記録、試合結果：近畿26-0ゴールド
- 2005年3月27日：千葉ロッテマリーンズ対東北楽天ゴールデンイーグルス戦で記録、試合結果：ロッテ26-0楽天

最多得点差からの逆転勝利10点差
- 1949年10月2日：大陽ロビンスが対大映スターズ戦で記録、試合結果：大陽11-10大映[148]
- 1951年5月19日：松竹ロビンスが対大洋ホエールズ戦で記録、試合結果：松竹13-12大洋[148][149]
- 1997年8月24日：近鉄バファローズが対千葉ロッテマリーンズ戦で記録、試合結果：近鉄11-10ロッテ[148][149][150]
- 2017年7月26日：東京ヤクルトスワローズが対中日ドラゴンズ戦で記録、試合結果：ヤクルト11-10中日[148][149]

1試合最多安打32安打（2003年7月27日、福岡ダイエーホークスが対オリックス・ブルーウェーブ戦で記録）
- 内訳：城島健司6本、柴原洋5本、ペドロ・バルデス、フリオ・ズレータ各4本、村松有人、松中信彦各3本、川﨑宗則、井口資仁、鳥越裕介各2本、大道典嘉1本

1試合最多本塁打9本
- 1951年8月1日：松竹ロビンス（岩本義行4本、三村勲2本、小鶴誠、平野謙二、吉田和生各1本）
- 1976年9月19日：阪神タイガース（田淵幸一、ハル・ブリーデン、マイク・ラインバック各2本、池辺巌、中村勝広、掛布雅之各1本）
- 1980年8月9日：阪急ブレーブス（加藤英司2本、福本豊、簑田浩二、中沢伸二、ボビー・マルカーノ、島谷金二、河村健一郎、八木茂各1本）
- 1980年10月3日：ロッテオリオンズ（レロン・リー3本、レオン・リー、土肥健二各2本、有藤道世、弘田澄男各1本）

1試合最高打率.582（2003年7月27日、福岡ダイエーホークスがオリックス・ブルーウェーブ戦で記録）
1試合最多失策10失策（1955年8月1日、トンボユニオンズが毎日オリオンズ戦で記録）
両チーム1試合最多総安打45安打
- 2003年7月27日、福岡ダイエーホークス対オリックスブルーウェーブ戦=ダイエー32安打・オリックス13安打

両チーム1試合最多総本塁打13本
- 1949年4月26日、読売ジャイアンツ対大映スターズ戦＝巨人5本・大映8本
- 1980年10月3日、近鉄バファローズ対ロッテオリオンズ戦＝近鉄4本・ロッテ9本

両チーム1試合最多投手起用16人
- 2021年5月4日、埼玉西武ライオンズ対オリックス・バファローズ戦=西武9人・オリックス7人 ※9回試合
  - 西武：上間永遠、佐野泰雄、伊藤翔、武隈祥太、平良海馬、宮川哲、小川龍也、リード・ギャレット、森脇亮介
  - オリックス：竹安大知、金田和之、阿部翔太、K-鈴木、村西良太、山田修義、能見篤史

1試合最多退場3人
- 1980年7月5日（広瀬叔功、新山隆史、片平晋作）
- 1994年5月11日（西村龍次、ダン・グラッデン、中西親志）※西村は危険球、グラッデンと中西は暴力行為
- 2000年5月6日（星野仙一、立浪和義、大西崇之）※全員が暴力行為
- 2004年7月20日（ケビン・バーン、ダン・セラフィニ、ベニー・アグバヤニ）※全員が暴力行為
- 2007年7月19日（タフィ・ローズ、ジョン・ディーバス、高橋慶彦）※全員が暴力行為
- 2019年8月13日（佐竹学、田嶋大樹、平良海馬）※佐竹は暴力行為、田嶋と平良は危険球

### 1イニング記録
1イニング最多打者20人
（2009年6月11日、千葉ロッテマリーンズが対広島東洋カープ戦6回裏に記録）
- 内訳：大松尚逸3打席、福浦和也、橋本将、サブロー、里崎智也、チェイス・ランビン、今江敏晃各2打席、井口資仁、早坂圭介、塀内久雄、田中雅彦、堀幸一各1打席

1イニング最多得点15得点（同上）
1イニング最多打点14打点（同上）
- 内訳：大松尚逸、塀内久雄、里崎智也、チェイス・ランビン各2打点、橋本将、今江敏晃、早坂圭介、福浦和也、田中雅彦、堀幸一各1打点

1イニング最多安打13安打（1992年7月15日、西武ライオンズが対福岡ダイエーホークス戦5回裏で記録）
1イニング最多二塁打7本（2013年8月4日、東北楽天ゴールデンイーグルスが対北海道日本ハムファイターズ戦5回表に記録）
- 内訳：銀次、アンドリュー・ジョーンズ、ケーシー・マギー、枡田慎太郎、嶋基宏、岡島豪郎、藤田一也各1本

1イニング最多三塁打4本
- 1947年8月16日、読売ジャイアンツが対阪急ブレーブス戦3回表に記録）

- 内訳：山川武範、千葉茂、小松原博喜、武宮敏明各1本

- 2019年6月23日、オリックス・バファローズが対広島東洋カープ戦10回表に記録

- 内訳：小田裕也、安達了一、後藤駿太、福田周平各1本

1イニング最多本塁打6本（1986年8月6日、西武ライオンズが対近鉄バファローズ戦8回表に記録）
- 内訳：西岡良洋、清原和博、石毛宏典、ジョージ・ブコビッチ、秋山幸二、大田卓司各1本

1イニング最多四死球10個（1978年7月6日、広島東洋カープが対読売ジャイアンツ戦2回表に記録）
- 内訳：山本浩二、エイドリアン・ギャレット、衣笠祥雄各2個、水沼四郎、北別府学、正垣泰祐、水谷実雄各1個

1イニング連続打席安打10者連続
- 2010年6月7日、千葉ロッテマリーンズが東京ヤクルトスワローズ戦7回表に記録

- 内訳：南竜介 - 青野毅 - 西岡剛 - 今江敏晃 - 井口資仁 - 金泰均 - サブロー - フアン・ムニス - 里崎智也 - 南竜介

- 同日、オリックス・バファローズが対広島東洋カープ戦6回表に記録

- 内訳：坂口智隆 - 荒金久雄 - 後藤光尊 - T-岡田 - 北川博敏 - 日高剛 - 一輝 - 喜田剛 - 大引啓次 - 坂口智隆

1イニング連続打数安打11打数連続
- 1999年6月30日、横浜ベイスターズが広島東洋カープ戦5回裏に記録

- 内訳：ロバート・ローズ - 駒田徳広 - アルキメデス・ポゾ - 佐伯貴弘 - 谷繁元信 - 川村丈夫 - （石井琢朗の犠飛） - 波留敏夫 - 鈴木尚典 - ロバート・ローズ - 駒田徳広 - （アルキメデス・ポゾの四球） - （佐伯貴弘の四球） - 谷繁元信

- 2009年6月14日、東京ヤクルトスワローズが対オリックス・バファローズ戦5回表に記録（※ギネス・ワールド・レコーズ認定）

- 内訳：青木宣親 - アーロン・ガイエル - 飯原誉士 - 宮本慎也 - ジェイミー・デントナ - 相川亮二 - 川島慶三 - 武内晋一 - 田中浩康 - （青木宣親の四球） - アーロン・ガイエル - 飯原誉士

1イニング連続打席本塁打5者連続（1971年5月3日、東映フライヤーズが対ロッテオリオンズ戦10回表に記録）
- 内訳：作道烝 - 大下剛史 - 大橋穣 - 張本勲 - 大杉勝男

初回先頭打者から1イニング連続打席本塁打3者連続
- 1964年7月17日、阪急ブレーブスが対南海ホークス戦で記録

- 内訳：衆樹資宏 - 河野旭輝 - ダリル・スペンサー

- 1965年8月13日、大洋ホエールズが対阪神タイガース戦で記録

- 内訳：近藤和彦 - 桑田武 - 黒木基康

- 1989年6月4日.広島東洋カープが対横浜大洋ホエールズ戦で記録

- 内訳：高橋慶彦 - 正田耕三 - ウェイド・ロードン

- 1995年10月1日.中日ドラゴンズが対横浜ベイスターズ戦で記録

- 内訳：立浪和義 - 種田仁 - 松井達徳

- 2020年9月20日：東京ヤクルトスワローズが広島東洋カープ戦で中村祐太から記録

- 内訳：濱田太貴 - 青木宣親 - 山田哲人

### 連続イニング記録
連続イニング無失点52イニング
- 1942年：阪神軍が9月19日対阪急軍戦の7回から、9月27日対朝日軍戦の12回まで記録。この間の5試合は2勝1敗2分。
- 2011年：北海道日本ハムファイターズが5月26日対中日ドラゴンズ戦の6回から、6月4日対東京ヤクルトスワローズ戦の2回まで記録。この間の7試合は5試合連続無失点勝利を含む5勝2敗（対中日戦と記録が途絶えた対ヤクルト戦のみ敗北）。これは同時に連続完封勝利記録でもある。

連続イニング無得点59イニング（1953年：大映スターズが10月4日対西鉄ライオンズ戦第1試合の4回から、10月8日対毎日オリオンズ戦第2試合の8回まで記録。この間、5試合連続完封負け）
連続イニング安打27イニング（2014年：阪神タイガースが7月5日対横浜DeNAベイスターズ戦の7回から、7月9日対広島東洋カープ戦の7回まで記録）
連続イニング本塁打6イニング（1967年10月10日、読売ジャイアンツが対広島カープ戦の2回から7回に記録）
- 内訳：2回瀧安治、堀内恒夫 - 3回高倉照幸 - 4回堀内恒夫 - 5回末次民夫 - 6回堀内恒夫 - 7回高倉照幸

- 堀内はこの試合で本塁打による猛打賞を獲得

7イニング（1985年7月13日、読売ジャイアンツが対阪神タイガース戦の6回から、14日対阪神タイガース戦4回に記録）
- 内訳：12日6回山倉和博、山本雅夫 - 7回山倉和博 - 8回原辰徳、山倉和博 - 13日1回原辰徳 - 2回河埜和正 - 3回クロマティ - 4回中畑清

### 連続試合記録
最多連勝18連勝（1954年：南海ホークス、1960年：毎日大映オリオンズ）※大毎は1引き分けを挟む
開幕からの最多連勝11連勝（1954年：西鉄ライオンズ、1999年：中日ドラゴンズ）
連続試合無失点勝利5試合（2010年：中日ドラゴンズ、2011年：北海道日本ハムファイターズ）
連続試合セーブ8試合（2022年：福岡ソフトバンクホークス、2023年：広島東洋カープ）
最多連敗18連敗（1998年：千葉ロッテマリーンズ、1引き分けを挟む）
同上、引き分けを挟まない場合16連敗（1970年：ヤクルトアトムズ、2019年：東京ヤクルトスワローズ）
開幕からの最多連敗12連敗（1955年：トンボユニオンズ、1979年：西武ライオンズ。西武は2引き分けを挟む）
連続試合無得点敗戦5試合（1953年：大映スターズ）
連続試合得点215試合（近鉄バファローズが1979年5月19日から1980年9月29日までで記録）
1シーズン連続試合得点129試合（ヤクルトスワローズが1978年4月1日=開幕戦から10月8日までで記録）※130試合制
連続試合本塁打35試合（1986年：西武ライオンズ）
開幕からの連続試合本塁打33試合（2004年：読売ジャイアンツ）
同一対戦相手の連敗記録26連敗（1955年から1956年にかけて、大洋ホエールズが中日ドラゴンズを相手に喫した）　同一シーズンでは1955年の同カードで19連敗。
同一球場同一対戦相手の連敗記録21連敗（1954年から1956年にかけて、大映スターズが南海ホークスを相手に後楽園球場で喫した）
開幕からの同一対戦相手の連敗記録16連敗（2024年、埼玉西武ライオンズが千葉ロッテマリーンズに対して）
連続カード勝ち越し14カード（1954年：南海ホークス､2022年：東京ヤクルトスワローズ）※フランチャイズ制以前だと全て異なるカードを15連勝した1951年読売ジャイアンツの15カード
連続カード負け越しなし29カード（1966年：読売ジャイアンツ）※分け越しを挟むと18カード連続勝ち越し　　　　　　　　　　　　　　

### 開幕戦記録
2022年現在。
最多勝利数福岡ソフトバンクホークス（51勝）※南海軍、近畿グレートリング、南海ホークス、福岡ダイエーホークス各時代を含む。
最多敗戦数中日ドラゴンズ（41敗）※名古屋軍、産業軍、名古屋ドラゴンズ各時代を含む。
最多引き分け数オリックス・バファローズ（5分）※阪急ブレーブス時代を含む。
最多連勝13連勝（近畿グレートリング→南海ホークス：1947年 - 1959年）
最多連敗11連敗（阪神タイガース：1991年 - 2001年）

## その他
最高年俸ライデル・マルティネス（約12億2000万円）※推定
最高球速チアゴ・ビエイラ（166km/h）※スピード測定器導入以降
※左投手ではエドウィン・エスコバー （163km/h）